# Nicotiana spegazzinii
Nicotiana spegazzinii är en potatisväxtart som beskrevs av Millan. Nicotiana spegazzinii ingår i släktet tobak, och familjen potatisväxter. Inga underarter finns listade i Catalogue of Life.